# FUAN-Caravella
La Caravella era il gruppo d'ateneo del FUAN all'interno della Sapienza Università di Roma.

## Storia
Nato nel 1948 come gruppo universitario romano "La Caravella" del Raggruppamento giovanile studenti e lavoratori" del MSI, e nel 1950, con la fondazione del FUAN, divenne "FUAN-Caravella", con presidente Giulio Caradonna.
Nel 1968 tale sezione fraternizzò con i gruppi della sinistra extra-parlamentare che avevano occupato la facoltà di giurisprudenza, assieme a studenti di Avanguardia Nazionale, di Primula Goliardica e di altri gruppi di destra e prese attivamente parte il 1º marzo 1968 alla battaglia di Valle Giulia.
L'operazione rappresentò un primo esperimento di quella particolarissima esperienza in seguito definita Nazi-maoismo.
Essa venne però violentemente sconfessata dai vertici del MSI; Giorgio Almirante allora non ancora segretario, con l'ex presidente degli universitari missini Giulio Caradonna, fece irruzione alla facoltà di Lettere occupata, seguito da un gruppo di membri del servizio d'ordine del partito che, dopo aver obbligato gli studenti del FUAN-Caravella ad abbandonare l'impresa, inscenarono una rissa con quelli di sinistra, sedata soltanto dall'arrivo delle forze dell'ordine.
In seguito a questo episodio la sezione venne dichiarata sciolta, ma continuò in realtà ad operare, diventando un gruppo autonomo, che in seguito sarebbe confluito in Lotta di Popolo. 
Negli anni '70 fu guidata da Biagio Cacciola. Era iscritto al Fuan Caravella Mikis Mantakas, studente greco membro del ESESI, ucciso da extraparlamentari di sinistra nel 1975. In una delle sedi, quella di via Siena, nel 1978, nasce un gruppo di militanti che si unirà ai futuri NAR .
Si sciolse nel 1996 quando il FUAN prese il nome di "Azione universitaria".